# Корралес, Рамиро
Рами́ро Корра́лес (англ. Ramiro Corrales; род. 12 марта 1977, Салинас, Калифорния, США) — американский футболист, выступавший на позиции защитника. Известен по выступлениям за «Сан-Хосе Эртквейкс» и сборную США. Участник Олимпийских игр 2000 года.

## Клубная карьера
В отличие от многих американских футболистов, Корралес не играл за университетские команды, а сразу начал выступать за профессиональный клуб «Калифорния Джегьюарс» из USISL.
В феврале 1996 года на Инаугуральном драфте MLS Корралес был выбран в девятом раунде под общим 81-м номером клубом «Сан-Хосе Клэш». В высшей лиге он дебютировал 28 апреля в матче против «Лос-Анджелес Гэлакси», в котором вышел на замену вместо Виктора Мельи на 87-й минуте. 18 сентября в поединке против «Тампа-Бэй Мьютини» он забил свой первый гол в MLS.
6 ноября 1997 года на Драфте расширения MLS Корралес был выбран клубом «Майами Фьюжн». Дебютировал за «Майами Фьюжн» он 31 мая 1998 года в матче против «Даллас Бёрн».
5 июня 1998 года «Майами Фьюжн» обменял Корралеса «Метростарзу» на Карлоса Парру. За нью-йоркский клуб он дебютировал 13 июня в матче против своей бывшей команды «Майами Фьюжн».
22 февраля 2001 года «Метростарз» обменял права в MLS на свободного агента Корралеса «Сан-Хосе Эртквейкс» на права на Пола Графера. 3 апреля Корралес вернулся в «Сан-Хосе», перезаключив контракт с MLS. Рамиро помог «Эртквейкс» дважды стать чемпионом MLS.
В 2005 году Корралес решил попробовать свои силы за пределами США и подписал соглашение на три года с норвежским клубом «Хам-Кам». В 2006 году в матче против «Старта» он забил свой первый гол в Типпелиге.
5 января 2007 года Рамиро перешёл в «Бранн», в составе которого стал чемпионом Норвегии.
В начале 2008 года Корралес вернулся в США, где продолжил выступления за «Сан-Хосе Эртквейкс». В сезоне 2012 он помог команде выиграть регулярный чемпионат. 15 октября 2013 года Корралес объявил о завершении карьеры после окончания сезона. На момент ухода из футбола он являлся рекордсменом «Сан-Хосе Эртквейкс» по количеству проведённых матчей, только в регулярных чемпионатах MLS он выходил на поле в форме клуба 250 раз.

## Международная карьера
16 октября 1996 года в товарищеском матче против сборной Перу Рамиро дебютировал за сборную США. В 1997 году в составе молодёжной сборной США Корралес принял участие в молодёжном чемпионате мира в Малайзии.
В 2000 году Рамиро в составе олимпийской сборной США принял участие в Олимпийских играх в Сиднее. На турнире он сыграл в матчах против команд Чехии и Испании.

## Тренерская карьера
12 апреля 2021 года Корралес вошёл в технический штаб новообразованного клуба Чемпионшипа ЮСЛ «Монтерей-Бей».

## Достижения
Командные
 «Сан-Хосе Эртквейкс»
- Чемпион MLS: 2001, 2003
- Обладатель Supporters’ Shield: 2012

 «Бранн»
- Чемпион Норвегии: 2007

Международные
 США (до 23)
- Бронзовый призёр Панамериканских игр: 1999